# Дубовський каскад озер
Дубовський каскад озер (біл. Дубоўскі каскад азёр) — ландшафтний заказник місцевого значення, розташований у Бобруйському районі на землях Бобруйського лісгоспу (ДЛГУ «Бабруйскі лясгас») за 4 км на захід від села Тялуша (Цялуша). Загальна площа заказника становить 191 га. Назву отримав від села Дубровка.
Дубовський каскад озер є унікальним за естетичною та природною цінністю об'єктом, що забезпечує збереження унікального для Могильовської області ландшафту. Протягом 14 км у напрямку з півночі на південь річка Вір з’єднує чотири озера — Драгачин, Усох, Пливун і Вяхава. Загальна площа озер становить 110 га, а довжина понад 10 км. Крім того, сапропелеві грязі деяких з них придатні для лікувальних цілей.

## Флора і фауна
На території заказника є місця поширення рідкісних видів тварин і рослин, занесених до Червоної книги Республіки Білорусь і Міжнародної Червоної книги Міжнародного союзу охорони природи. У заростях очерету і рогози живе один з представників сімейства чаплевих, на заболочених місцях — бугай водяний, занесений до Червоної книги Республіки Білорусь. У хвойних і мішаних лісах, що оточують озера, зустрічається представник реліктової бореальної флори Білорусі — ірис сибірський.
Ландшафт заповідника, вкритий мережею водойм і боліт, рідко відвідуваний, і є оптимальним місцем проживання болотної черепахи, єдиного представника черепах Білорусі, занесеного до Червоної книги Міжнародного союзу охорони природи. На прилеглих до озер територіях знаходиться одне з небагатьох місць, придатних для існування популяцій рідкісної ведмежої цибулі (чарамші), занесеної до Червоної книги Балтійського регіону.